# La Revista
|  | No s'ha de confondre amb Revista de Catalunya, publicació que va coexistir amb aquesta i que va tenir alguns col·laboradors coincidents.. |

La Revista va ser una publicació, bàsicament de caràcter literari, editada a Barcelona entre els anys 1915 i 1936, i dirigida per Josep Maria López-Picó.
És una publicació que s'origina a partir de les inquietuds d'uns joves intel·lectuals seguidors del pensament noucentista de l'època. Va tenir dues etapes clarament diferenciades, amb formats i continguts força diferents. Com destaca la professora Maria Carme Ribé, autora d'un extens estudi sobre aquesta revista, conté material imprescindible per a l'estudi de la Catalunya d'aquesta època, sobretot pel que fa a la relació cultural amb l'exterior

## Orígens
El seu origen es troba en les tertúlies que un grup d'intel·lectuals mantenia, en el segon decenni del segle xx, en el Café Continental de Barcelona. A més de Josep M. López-Picó, que la presidia, i de Joaquim Folguera, que va ser una peça clau de la publicació fins a la seva mort el 1919, a la penya hi van prendre part, en un moment o altre, personatges de les lletres i de les arts plàstiques com ara J.V. Foix, Carles Riba, Clementina Arderiu, Josep Millàs-Raurell, Ramon Rucabado, Agustí Esclasans, Tomàs Garcés, Josep Obiols, Xavier Nogués, Josep Aragay, Rafael Benet, Joan Crexells o Martí Casanovas.
Tot i la seva joventut, els membres de la penya estaven molt introduïts en el món cultural oficial del país. Eren persones que es movien dins les normes del seny i mesura noucentista. Els propòsits del moviment noucentista marcaran els primers continguts de la publicació. Aquest moviment volia posar Catalunya en l'àmbit europeu en l'aspecte cultural, fet que comportarà que la publicació inclogui traduccions d'obres estrangeres, clàssiques i modernes. La preocupació per la llengua com a instrument bàsic i l'adopció de les normes ortogràfiques de l'Institut d'Estudis Catalans és una altra característica plenament noucentista de la revista. També la importància que es dona, a l'etapa inicial, a la poesia enfront de la narrativa o el drama.
En la presentació, a la portada del primer número, reconeixen que la denominació LA REVISTA pot semblar pretensiosa, però defensen que "no cerquem amb aquesta publicació la declaració absoluta i professoral de les valors del nostre temps ni la definició de l'art de la terra nostra, sinó fer de l'un i dels altres una afirmació serena" (sic).
De fet la presentació acaba amb tres pensaments de Goethe, escriptor admirat pels romàntics i també pels modernistes i ídol dels noucentistes pel seu sentit de l'harmonia i l'equilibri. L'altre ídol invocat és Xènius, pseudònim d'Eugeni d'Ors. Com destaca Ribé:" De fet, la flama del noucentisme és visible durant tot el llarg de la publicació".

## Les dues etapes de la revista
"La Revista" va néixer el 15 de maig de 1915, amb el subtítol "Quaderns de publicació quinzenal", una periodicitat que va mantenir, amb més o menys regularitat, fins al 1925, i amb 16 pàgines, que en va ser la mida habitual durant els primers 10 anys.
A partir del número 7, el primer de 1916, ja hi va figurar en portada un gravat, que també adoptarien com a segell de "La Revista" i de totes les seves publicacions, obra de Josep Obiols, que representa una noia ajupida davant d'un arbre, donant menjar a unes orenetes.
Cal destacar que més enllà del Continental, les Galeries Laietanes també són un lloc molt important per al grup “La Revista”. Allí hi va haver la redacció del periòdic des del número 15 (maig de 1916) fins al número 198 (desembre de 1923). A les galeries treballava Salvat-Papasseit que també va col·laborar amb la revista, fet que va donar un altre caire a la publicació.
En la primera etapa de la publicació, López-Picó té la col·laboració fonamental de Joaquim Folguera, que era qui la portava de fet. Per aquest motiu la seva mort va ser un cop molt fort. Hi seran redactors importants J.V. Foix (gran introductor dels moviments d'avantguarda a la revista) i Carles Riba. Ramon Rucabado és un altre sostenidor de la revista amb una col·laboració fidel des del principi fins al final. Al final d'aquesta primera etapa, cap al 1923, s'incorporà Agustí Esclasans, una altra persona que sempre va voler ajudar López-Picó.
La revista passa per dificultats de tota classe i el ritme quinzenal es veu alterat per primer cop el 1919 per la conflictiva situació social. Les següents alteracions seran degudes a problemes econòmics o a les dificultats per a recollir material per part del director.
L'any 1926 arriba el gran canvi. Només es publica un número (un sol quadern de 106 pàgines). A partir de 1927 i fins a 1936, els quaderns passaran a ser semestrals. Els continguts també canviaran substancialment. L'etapa final de la publicació i la seva desaparició es podria relacionar amb una missió complerta, d'uns inicis motivats per la lluita per una normalitat de la cultura catalana a un final en què aquesta lluita ja no era necessària.

## Estructura de la publicació
Cal destacar que els quaderns semestrals de la segona època no tenen res a veure amb els fascicles quinzenals de la primera. A la primera etapa hi ha molta més part informativa, que pràcticament desapareix a la segona etapa, que es caracteritza pel seu contingut, més proper a un recull literari que a una revista.
En la primera etapa la publicació s'estructurava en una primera part amb assaigs i articles sobre temes diversos i poemes catalans o bé estrangers traduïts al català. També hi havia un seguit de seccions que esdevingueren fixes. Entre aquestes podem destacar Informacions de “La Revista” (vista des de l'actualitat, conté material molt valuós per a l'estudi de la Catalunya de l'època), Moralitats i pretextes (secció de López-Picó que imita les glosses d'Eugeni Ors), Lletres (posteriorment, dedicada a la crítica literària), Teatre, Belles Arts i Arts Plàstiques, Dietari espiritual, Les Revistes, Almanac.
En la segona etapa a la revista només es publicaven obres de creació, amb aforismes  intercalats.

## Publicacions
El mateix J. M. López-Picó va fundar, el 1916, una col·lecció editorial que complementava la revista i que va anomenar Publicacions de "La Revista".
Fins al 1936 s'hi van editar cent quaranta-tres títols, molt heterogenis, ocasionalment extensions d'articles de La Revista, sobretot d'autors catalans. Entre aquests títols s'hi troben: Les estances de Carles Riba, La Gesta dels Estels de Joan Salvat-Papasseit, Les noves valors de la poesia catalana de Joaquim Folguera, Goethe en la literatura catalana de Manuel de Montoliu, Literatura catalana. Perspectiva general de Lluís Nicolau d'Olwer i Les planetes del verdum de Josep Carner.
L'any 1949, Editorial Barcino va reprendre la col·lecció i hi va estar editant títols des del 1950 fins als anys vuitanta. D'aquesta etapa cal destacar-ne La poesia de Joan Maragall d'Arthur Terry i l'Epistolari J.M. López-Picó - Carles Riba a cura d'Osvald Cardona.